# Luis Díaz (Maler)
Luis Díaz (* 5. Dezember 1939 in Guatemala-Stadt) ist ein guatemaltekischer Maler, Grafiker, Bildhauer und Architekt.
Díaz studierte von 1959 bis 1961 Architektur an der Universidad de San Carlos de Guatemala, war jedoch als Künstler dennoch weitgehend Autodidakt. Er ist einer der bedeutendsten abstrakten Künstler von Guatemala, der bevorzugt mit geometrischen Formen und ungewöhnlichen Materialien arbeitet. Als Architekt ist er mit zwei prominenten Gebäuden in Guatemala-Stadt vertreten, dem Edificio de Recursos Educativos, dem Bibliotheksgebäude der Universidad de San Carlos, einer Gemeinschaftsarbeit mit Augusto de León Fajardo (1969) und dem Instituto de Fomento Municipal (1973). Als Berater war er an der Planung des Campus der Universidad de San Carlos, der Universität Rafael Landívar, des Plaza del Sol, des Edificio Médico Obelisco, des Edificio del Banco Industrial und des Club Campestre La Montana beteiligt.
Weiterhin finden sich in Guatemala-Stadt mehrere Wandmalereien Díaz’, darunter Genesis am Haus des Architekten Max Holzheu, Nest of Quetzals am Instituto de Fomento Municipal, ein Werk ohne Titel an der Caméra Guatemalteca de la Construcción und Quetzal am Gebäude der Banco de Quetzal. Er nahm an Kunstbiennalen in Paris und Santiago (1965), São Paulo (1971), Venedig (1972), Sevilla (1986) und Mexiko (1990) teil und erhielt Auszeichnungen in Guatemala, Honduras, Brasilien, Costa Rica, Nicaragua, den USA und Mexiko. Mit der Galeria MS gründete er die erste kommerzielle Galerie Guatemalas, die sich der modernen Kunst widmet. Werke Díaz’ finden sich u. a. in der Sammlung des Museo Nacional de Arte Moderno „Carlos Mérida“.